# Saginaw Spirit
Saginaw Spirit är ett amerikanskt proffsjuniorishockeylag som har spelat i Ontario Hockey League (OHL) sedan 2002. De har dock sitt ursprung från 1943 när St. Catharines Falcons bildades för spel i juniorishockeyligorna inom Ontario Hockey Association (OHA). Fyra lagbyten senare, flyttades North Bay Centennials från North Bay, Ontario i Kanada till Saginaw, Michigan i USA för att vara dagens Saginaw Spirit. Laget spelar sina hemmamatcher i en inomhusarena, som har en publikkapacitet på 5 527 åskådare vid ishockeyarrangemang, inne i byggnadskomplexet Dow Event Center i Saginaw. De ägs av fem delägare, däribland den före detta ishockeymålvakten Chris Osgood, som spelade i National Hockey League (NHL) mellan 1993 och 2011, och idrottsledaren Jim Devellano, som har varit involverad i NHL sen mitten av 1960-talet. Spirit har varken vunnit någon J. Ross Robertson Cup, som är trofén som ges till det vinnande laget av OHL:s slutspel, eller Memorial Cup.
De har fostrat spelare som bland andra Cody Bass, Michal Birner, Paul Bissonnette, Chris Breen, T.J. Brodie, Ben Chiarot, Matt Corrente, Filip Hronek, John McFarland, Jan Muršak, Jamie Oleksiak, Edward Pasquale, Geoff Platt, Dalton Prout, Tom Pyatt, Brandon Saad, Michael Sgarbossa, Mitchell Stephens, Jordan Szwarz, Ivan Telegin, Chris Thorburn, Owen Tippett, Vincent Trocheck och Tomáš Záborský.